# Temple mormon de Bogota
Le temple mormon de Bogota est un temple de l’Église de Jésus-Christ des saints des derniers jours situé à Bogota, en Colombie. Il a été inauguré le 24 avril 1999.